# تئودور کلم
تئودور کلم (انگلیسی: Theodor Klem; ۲۰ ژانویهٔ ۱۸۸۹ – ۱۵ ژوئیهٔ ۱۹۶۳) قایقران روئینگ اهل نروژ بود.